# St.-Petrus-Kirche (Wolfenbüttel)

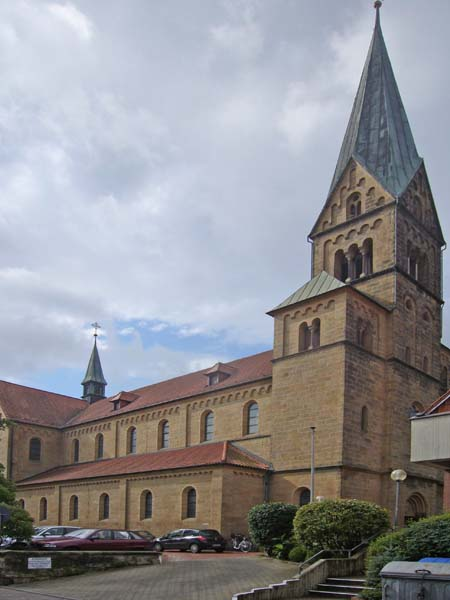
St. Petrus von Norden

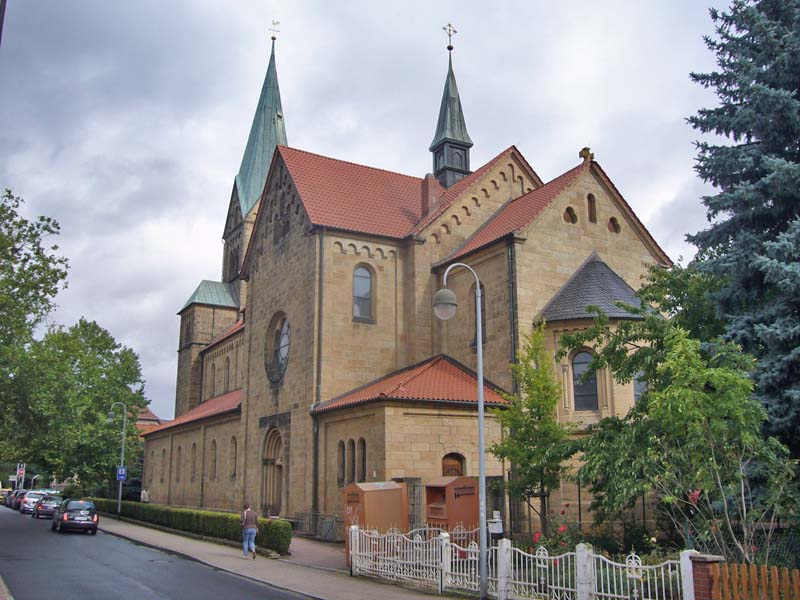
Südseite

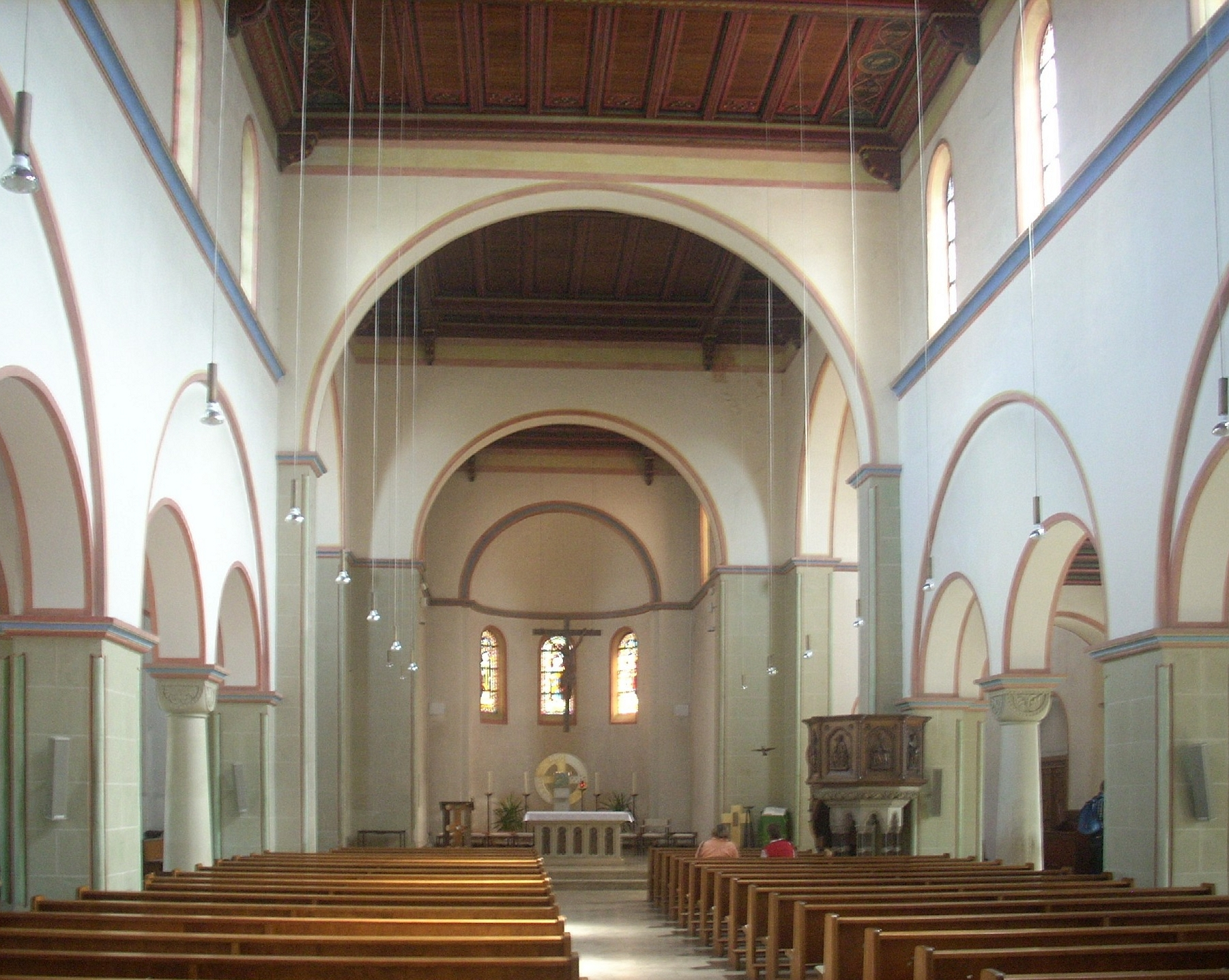
Inneres

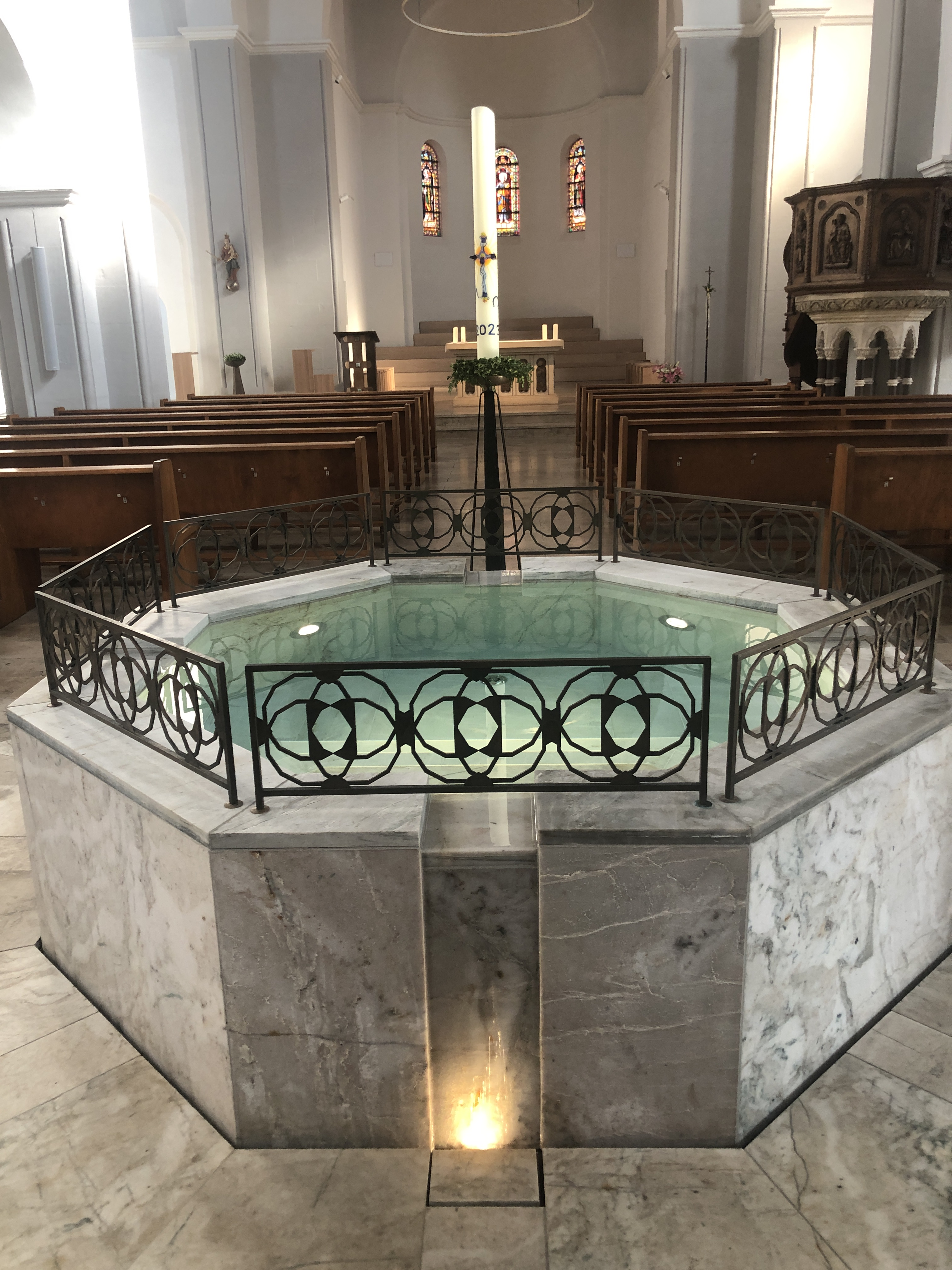
Ganzkörper-Taufbecken von 2022

Die St.-Petrus-Kirche ist die katholische Pfarrkirche von Wolfenbüttel (Harztorwall 2). Sie wurde 1889 bis 1891 nach Plänen des Hildesheimer Architekten Richard Herzig erbaut und am 5. August 1891 durch Bischof Wilhelm Sommerwerck geweiht. Die Pfarrgemeinde gehört zum Dekanat Braunschweig im Bistum Hildesheim.

## Bau
St. Petrus ist eine repräsentative neuromanische Basilika auf Kreuzgrundriss mit eintürmigem Westriegel und Vierungs-Dachreiter, in rund 77 Meter Höhe über dem Meeresspiegel gelegen. Der massive quadratische Turm und die Außenwände sind mit Blendarkaden und Lisenen gegliedert.
Im Inneren sind die originalen Buntglasfenster und die Holzschnitzbilder der Kanzel bemerkenswert, aber auch die Tabernakelstele und andere moderne Ausstattungsstücke sowie die große Orgel aus dem letzten Viertel des 20. Jahrhunderts. Die Kirche verfügt über ein Taufbecken, das die Ganzkörpertaufe ermöglicht. Die drei Buntglasfenster im Chor zeigen die heiligen Bernward von Hildesheim, Simon Petrus und Godehard von Hildesheim.

## Geschichte
Nachdem 1568 im Herzogtum Braunschweig die lutherische Reformation durchgeführt war, gab es nur noch vereinzelte Katholiken und katholische Familien in der Region. Für sie gestattete Herzog Anton Ulrich im Jahre 1700 die Feier der Messe in privatem Rahmen, die Gottesdienste hielten Franziskanerpatres aus Halberstadt. Ab 1705 wirkte mit Pater Laurentius Rolff OFM ein ständiger katholischer Seelsorger in Wolfenbüttel. 1707 wurde in einem bereits vorhandenen Gebäude an der Krummen Straße eine Notkapelle eingerichtet. Als der Herzog 1710 selbst zum Katholizismus konvertierte, ernannte er den Franziskaner zum Hofprediger.
Diese Episode endete mit dem Tod Anton Ulrichs 1714. Die Franziskaner setzten jedoch ihre Seelsorgetätigkeit in Wolfenbüttel bis etwa 1818 fort, dann übernahmen Weltpriester diese Aufgabe. Die Hoffnung auf eine eigene Kirche blieb für die kleine Gemeinde unerfüllbar. Die napoleonische Zeit brachte jedoch 1813 die Anerkennung als Pfarrei.
Mit der Industrialisierung wuchs Wolfenbüttel über den seit 1804 geschleiften Befestigungswall hinaus, und zugleich stieg die Zahl der Katholiken. Nach provisorischen Zwischenlösungen und gegen den Widerstand des Stadtrats konnte schließlich im September 1889 auf einem 1887 erworbenen Wallgrundstück der Bau der Kirche beginnen, deren Petrus-Patrozinium die Brücke nach Rom schlagen sollte. Zu Nebenpatronen wurden die heiligen Maria und Bernward.
Große Herausforderungen für die Gemeinde brachten die Weltwirtschaftskrise und die Zeit des Nationalsozialismus mit der großen Zahl von Deportierten und Zwangsarbeitern und mit dem planmäßigen industriellen Aufbau im Salzgittergebiet. Durch den Zuzug vieler katholischer Arbeitskräfte in das Aufbaugebiet der im Juli 1937 gegründeten Reichswerke AG für Erzbergbau und Eisenhütten „Hermann Göring“, das zu großen Teilen zur Pfarrei Wolfenbüttel gehörte, war St. Petrus im Jahre 1937 mit über 26.000 Mitgliedern bereits die größte Kirchengemeinde im Bistum Hildesheim. Zwei Jahre später war St. Petrus mit rund 55.000 Katholiken die größte Pfarrei im damaligen Deutschen Reich.
Den Zweiten Weltkrieg überstand Wolfenbüttel weitgehend unzerstört. Danach stellte sich jedoch die Aufgabe der Integration der Heimatvertriebenen, von denen viele katholisch waren. Dies gelang nicht zuletzt durch die Verbandsarbeit seit den 1950er Jahren.
1973 wurde die St.-Ansgar-Kirche als Kuratie errichtet.
1979 bis 1981 wurde neben St. Petrus das Gemeindezentrum Roncalli-Haus gebaut (Florian Thamm, Wolfenbüttel).
1988 erfuhr die Kirche eine umfassende Restaurierung und künstlerische Neugestaltung, bei der auch ein neueingerichteter Hauptaltar durch Weihbischof Heinrich Machens konsekriert wurde.
Seit 2004 gehören zur Pfarrei St. Petrus als Filialkirchen St. Ansgar (Wolfenbüttel) und St. Joseph (Schöppenstedt), seit dem 1. November 2006 darüber hinaus auch St. Bernward (Börßum, 2011 profaniert), Heilig Kreuz (Dorstadt) und St. Peter und Paul (Heiningen) mit insgesamt 9074 Katholiken (2008).
Am 31. Mai 2022 weihte Bischof Heiner Wilmer ein neues Taufbecken, dessen Größe die Ganzkörpertaufe ermöglicht.